# Franz Anton Mesmer
Franz Anton Mesmer (pronunciat ˈmɛsmɐ en alemany), nascut el 23 de maig de 1734 a Moos i mort el 5 de març de 1815 a Meersburg, va ser un metge alemany interessat per l'astronomia, que va teoritzar que hi havia una transferència d'energia natural que es produïa entre els objectes animats i inanimats que va anomenar magnetisme animal, que posteriorment i de vegades és conegut com a mesmerisme. La teoria va atreure a molts seguidors entre aproximadament 1780 i 1850, i va continuar tenint alguna influència fins al final del segle. En 1843 el metge escocès James Braid va proposar el terme hipnosi per a una tècnica derivada de magnetisme animal; avui dia aquest és el significat habitual de mesmerisme.

## Primers anys
Mesmer va néixer al poble de Iznang, a la vora del llac Constança de Suàbia, Alemanya; era fill de l'enginyer forestal Anton Mesmer (1701- després de 1.747) i la seva esposa, Maria / Ursula (nascuda Michel; 1701-1770). Després d'estudiar a les universitats jesuïtes de Dillingen i Ingolstadt, va endegar estudis de medicina a la Universitat de Viena el 1759. En 1766 va publicar una tesi doctoral amb el títol llatí De planetarum influxu in corpus humanum (Sobre la influència dels planetes en el cos humà ), que analitza la influència de la Lluna i els planetes en el cos humà i en la malaltia. Prenent en gran part com a base la teoria de les marees d'Isaac Newton, Mesmer va exposar que certes marees en el cos humà poden ser explicades pels moviments del Sol i la Lluna. Les proves aplegades per Frank A. Pattie suggereixen que Mesmer va plagiar la seva tesi de l'obra de Richard Mead, un eminent metge anglès amic de Newton. No obstant això, en l'època de Mesmer no s'esperava que les tesis doctorals haguessin de ser originals.
El gener de 1768, Mesmer es va casar amb Anna Maria von Posch, una vídua rica, i es va establir com a metge a Viena. Als estius vivia en una esplèndida finca i es va convertir en un mecenes de les arts. En 1768, quan una intriga judicial va impedir la representació de La finta semplice (K. 51), per a la qual el músic prodigi de només dotze anys Wolfgang Amadeus Mozart havia compost 500 pàgines de música, es diu que Mesmer va organitzar una representació al seu jardí de l'obra de Mozart Bastien und Bastienne (K. 50), una òpera d'un acte, tot i que el biògraf de Mozart Georg Nikolaus Nissen afirma que no hi ha cap prova que aquesta actuació realment hagués tingut lloc. Mozart posteriorment va immortalitzar el seu antic patró tot incloent una referència còmica a Mesmer en la seva òpera Così fan tutte.

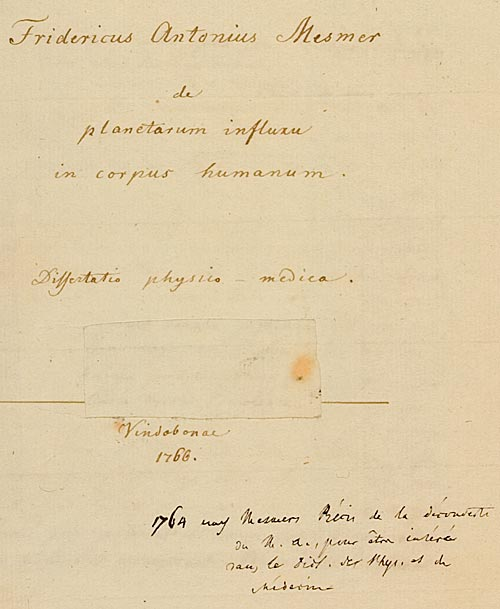
De planetarum influxu in corpus humanum.

## L'adveniment de magnetisme animal
En 1774 Mesmer va usar un imant per a produir una «marea artificial» en una pacient, Francisca Österlin, que patia d'histèria. Mesmer li va fer beure una preparació que contenia ferro, i després li va subjectar imants en diverses parts del seu cos. La pacient va dir que percebia corrents d'un fluid misteriós corrent a través del seu cos i per diverses hores es va sentir alleujada dels seus símptomes. Als inicis de la seva recerca Mesmer va creure en els imants com a mitjà per equilibrar els humors de la pacient en qüestió. Va seguir practicant amb ells per molt de temps i va aconseguir "curacions" de diverses malalties, o millora de símptomes en d'altres.
Però a mida que anava evolucionant les seves pràctiques, Mesmer va anar deixant de creure que havien estat els imants els que havien aconseguit la cura per si mateixos. A partir d'aquesta constatació va començar a pensar que ell mateix havia contribuït amb el seu magnetisme animal, que s'havia acumulat dins del seu cos, i que ara el podia transmetre als seus pacients. Aviat va deixar d'usar imants com a part del seu tractament i va començar a fer imposició de mans i altres tipus de teràpies basades en "energia". Atès que els efectes curatius seguien manifestant-se, va creure que el magnetisme animal que ell posseïa era el que realitzava les curacions.
El mateix any va col·laborar amb Maximilian Hell.
El 1775 Mesmer va ser convidat a donar la seva opinió a l'Acadèmia de Ciències de Múnic sobre els exorcismes duts a terme per Johann Joseph Gassner, un sacerdot i curandero també originari de Suàbia. Mesmer digué que, per bé que Gassner era sincer en les seves creences, les seves cures donaven resultat perquè posseïa un alt grau de magnetisme animal. Aquesta confrontació entre les idees seculars de Mesmer i les creences religioses de Gassner va marcar el final de la carrera de Gassner, així com, segons Henri Ellenberger, l'aparició de la psiquiatria dinàmica.
L'escàndol posterior a l'intent fallit de Mesmer per tractar la ceguesa d'una jove música de 18 anys, Maria Theresia Paradis, el va portar a deixar Viena el 1777. Al febrer de 1778 Mesmer es va traslladar a París, va llogar un apartament a una part de la ciutat preferida pels rics i poderosos, la Place Vendôme, i va establir-hi una consulta mèdica. París aviat es dividí entre els que pensaven que era un xerraire que s'havia vist obligat a fugir de Viena i els que pensaven que havia fet un gran descobriment.
En els seus primers anys a París, Mesmer va intentar obtenir l'aprovació oficial de la Reial Acadèmia de Ciències o de la Reial Acadèmia de Medicina per a les seves doctrines, però no se'n va sortir. Només va aconseguir un deixeble: Charles d'Eslon, metge d'elevada reputació professional i social. No obstant això, en poc temps va aconseguir una gran clientela i una gran fortuna personal. Va ampliar la seva consulta creant "habitacions de crisi" i, com que tenia més pacients dels que podia atendre, va instaurar un procediment de teràpia de grup que va anomenar "baquet": una mena de vas, dissenyat seguint el model d'un condensador elèctric, d'uns 50 cm, del qual sortien barres de ferro i cordes que comunicaven amb els "pacients". Per a aquells que no podien pagar els seus honoraris, Mesmer va "magnetitzar" un arbre a les proximitats de casa seva. El 1779, amb l'estímul de D'Eslon, Mesmer va escriure un llibre de 88 pàgines: Mémoire sur la découverte du magnetisme animal (Memòria sobre la descoberta del magnetisme animal), on va incloure les seves famoses «27 proposicions». Aquestes proposicions van donar una idea general de la seva teoria en aquell temps. Alguns estudiosos actuals equiparen el magnetisme animal de Mesmer amb el txi (chi) de la medicina tradicional xinesa i el mesmerisme amb les pràctiques mèdiques del txikung.
Segons D'Eslon, Mesmer entenia la salut com el lliure flux del procés de la vida a través de milers de canals en els nostres cossos. La malaltia era causada pels obstacles a aquest flux. La superació d'aquests obstacles i la restauració del flux produït una crisi, que restaurava la salut. Quan la Natura no ho feia de manera espontània, el contacte amb un conductor del magnetisme animal era un remei necessari i suficient. Mesmer tractava d'ajudar o provocar els esforços de la Natura. Per curar una persona boja, per exemple, hi participava provocant un atac de bogeria. El magnetisme involucrat accelerava aquesta mena de crisis sense perill.

### Procediment
Mesmer tractava els pacients tant individualment com en grup. Quan ho feia de manera individual, s'asseia davan del seu pacient amb els seus genolls tocant els genolls del pacient, pressionant els polzes del pacient amb les mans, mirant fixament als ulls del pacient. Mesmer feia "passades", movent les seves mans des de les espatlles dels pacients cap avall al llarg dels seus braços. Després estrenyia els dits a la regió de l'hipocondri del pacient (l'àrea per sota del diafragma), de vegades sostenint les seves mans allà durant hores. Molts pacients sentien sensacions peculiars o tenien convulsions que eres considerades com les crisis i suposadament servien per aconseguir la cura. Mesmer solia concloure els seus tractaments tocant una mica de música amb una harmònica de vidre.
El 1780 Mesmer va desenvolupar el tractament col·lectiu conegut com el "baquet". Un metge anglès que va observar Mesmer el descriu així:
Al centre de la sala es col·loca un recipient d'aproximadament un peu i mig d'alt que aquí en diuen "baquet". És tan gran que vint persones poden seure fàcilment al seu voltant; prop de la vora de la tapa que el cobreix, hi ha forats perforats corresponents al nombre de persones que vagin a envoltar-lo; en aquests forats s'introdueixen barres de ferro, doblegades en angle recte cap a l'exterior, i de diferents alçades, per tal de respondre a la part del cos a la qual es van a aplicar. A més d'aquestes barres, hi ha una corda que es comunica entre el baquet i un dels pacients, i d'ell es porta a un altre, i així successivament tota la ronda. Els efectes més sensibles es produeixen en l'enfocament de Mesmer, que es diu que transmet el fluid per certs moviments de les mans o els ulls, sense tocar la persona. He parlat amb diverses persones que han estat testimonis d'aquests efectes, que tenen convulsions ocasionades i remogudes per un moviment de la mà.

### Investigació

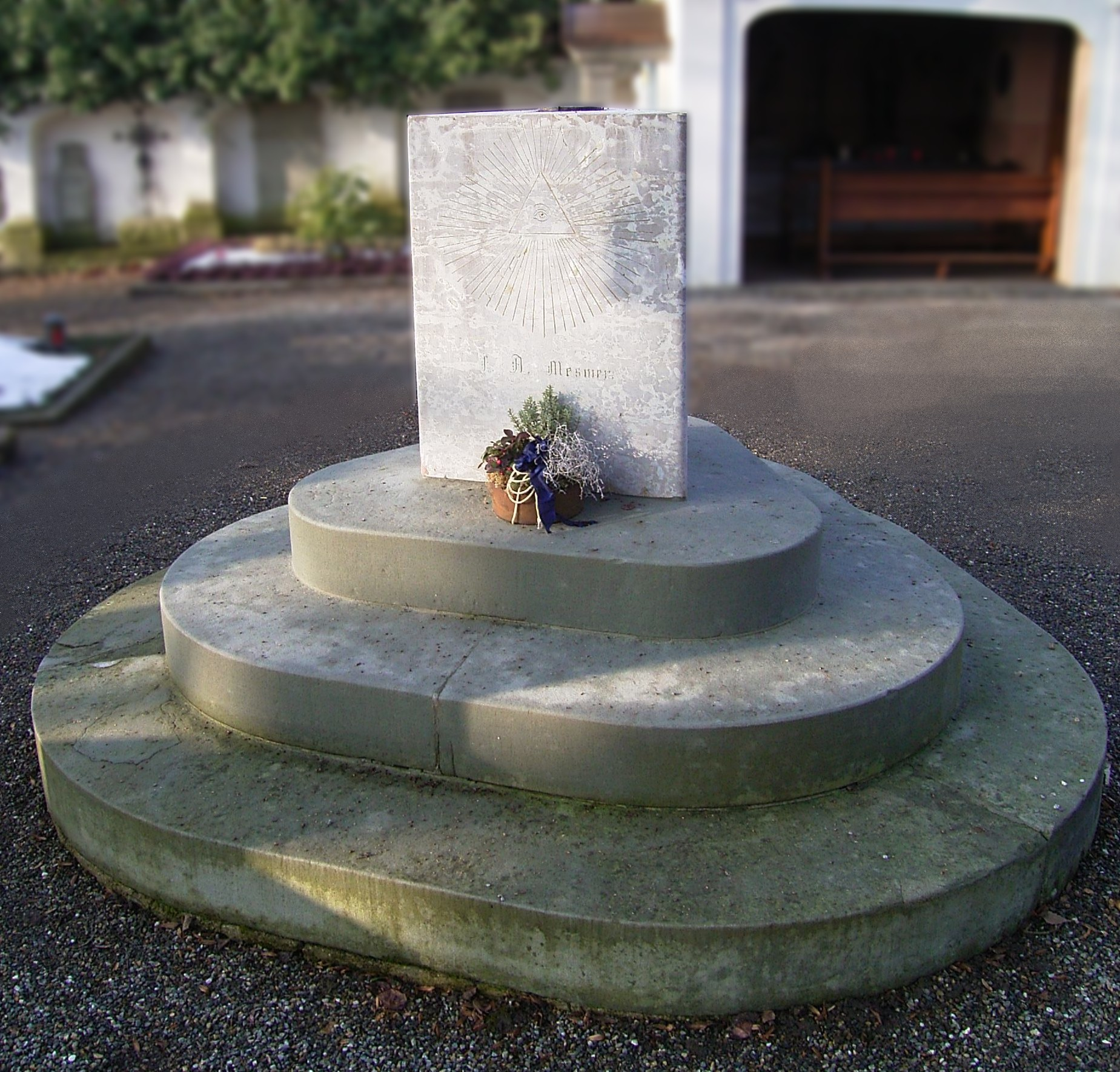
Tomba de Mesmer al cementiri de Meersburg, Alemanya.

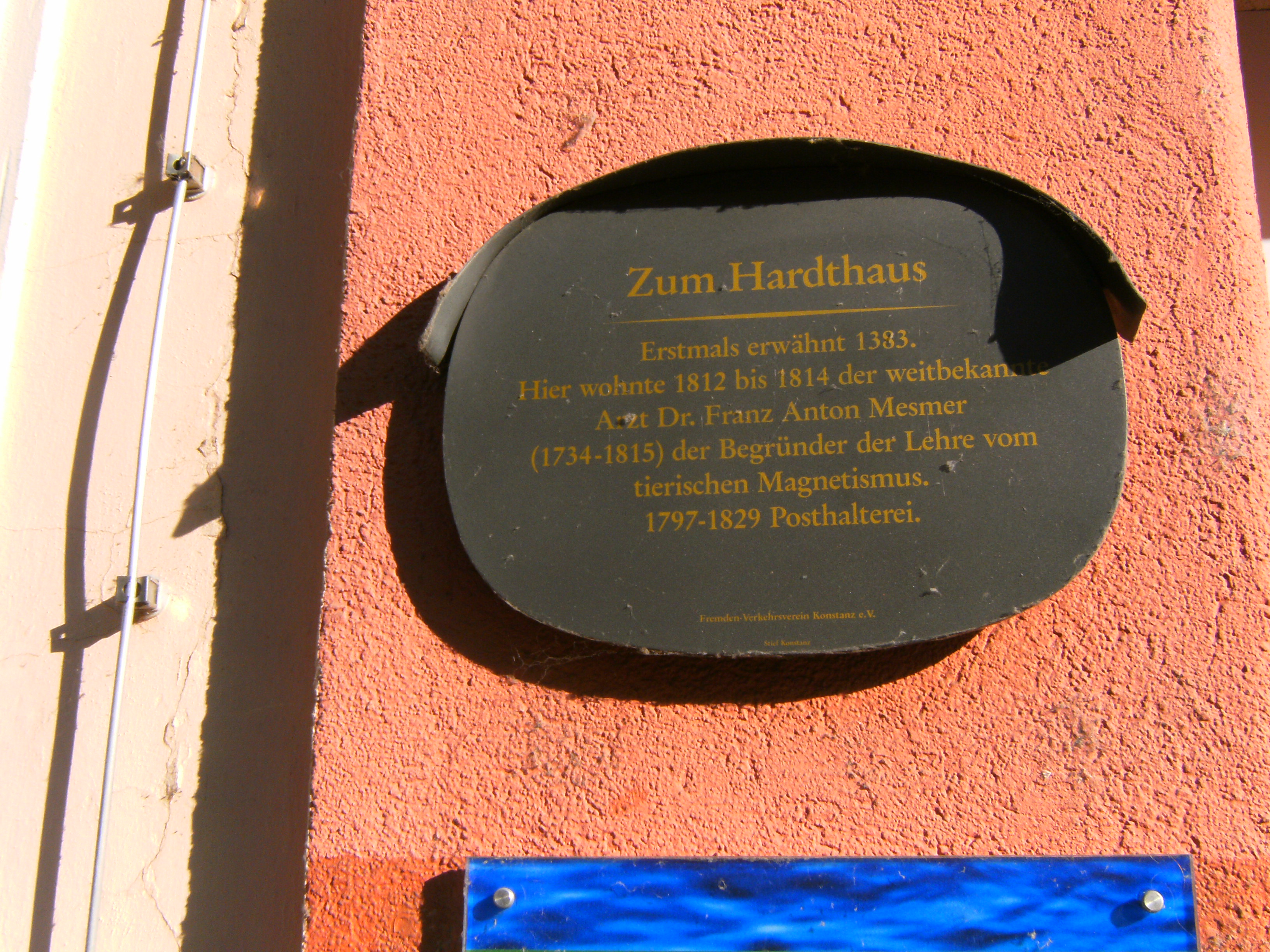
Tauler informatiu de l'Associació Turística de Constança a Haus Hussenstrasse 17

El maig del 1781 Mesmer va abandonar Paris i es va traslladar a Spa, actualment a Bèlgica, on va escriure el seu Précis historique des faits relatifs au magnétisme animal (Relació històrica dels fets relatius al magnetisme animal) que va adreçar a societats científiques del món sencer. Va tornar a París a finals del 1781. Se'n va altre cop a Spa el juliol de 1782 i retorna a París a finals del 1782. El març del 1783 crea la Lògia de l'harmonia (que esdevindrà més tard la Société de l'Harmonie Universelle).
En 1784, sense que Mesmer ho sol·licités, el rei Lluís XVI de França nomenà quatre membres de la Facultat de Medicina com a comissionats per investigar el magnetisme animal, tal com es practicava per D'Eslon. A petició d'aquests comissionats el rei va nomenar cinc comissionats addicionals de la Reial Acadèmia de Ciències. Aquests incloïen el químic Antoine Lavoisier, el metge Joseph-Ignace Guillotin, l'astrònom Jean Sylvain Bailly i l'ambaixador estatunidenc Benjamin Franklin.
La Comissió va dur a terme una sèrie d'experiments destinats, no pas per determinar si el tractament de Mesmer funcionava, sinó més aviat per esbrinar si havia descobert un nou fluid físic. La comissió va arribar a la conclusió que no hi havia evidència de cap mena de fluid. Els beneficis del tractament produït es van atribuir a "imaginació." La comissió no va examinar Mesmer, però va investigar la pràctica de D'Eslon.
L'agost de 1784 Mesmer va visitar la societat hipnòtica a Lió. En 1785 Mesmer va deixar París. En 1790 es trobava a Viena de nou per liquidar l'herència de la seva difunta esposa Maria Anna. Quan va vendre la seva casa a Viena el 1801 estava a París.
En 1785, Mesmer abandona França, reprotxant als seus alumnes de no haver guardat el seu «secret». És principalment per causa de lluites internes de naturalesa econòmica en el si de la «Société de l'Harmonie» que Mesmer, que pensava igualment que la comptabilitat havia estat deliberadament falsificada, decideix de conformar-se amb 20.000 francs i deixar el país en lloc de preocupar-se per resoldre aquestes trifulgues.
El 1793 se'n va de París, on es trobava de nou després del Terror, i arriba a Viena on, sospitós de simpaties revolucionàries, és empresonat durant dos mesos. Alliberat el 18 de desembre, s'estableix a Suïssa. Mesmer ja havia adquirit el 1794 els drets civils de Turgòvia i havia triat Suïssa com al seu país d'adopció. Després de la seva deportació des de Viena s'estableix a Wagenhausen, Turgòvia al sud-oest de Stein am Rhein. Els metges suïssos no estaven gaire impressionants pels mètodes de Mesmer, ja que ja abans d'ell altres metges havien posat imants com a curació, però aquesta teràpia es va demostrar ineficaç.
El 1798, sota el Directori, va tornar a París amb l'esperança de recuperar alguns dels seus actius. Entre el 1798 i el 1801 s'estigué a París i Versalles. A França, s'havia convertit en un milionari. La seva inversió en valors del govern francès (rentes viagères) havia estat cancel·lada després de la revolució. Va rebre el 1798 com a créancier d'État ("creditor d'Estat") una pensió compensatòria de 3.000 francs (a Alemanya). El 1799 va escriure la seva Mémoire sur ses découvertes i el 1800 les seves Cartes sobre l'origen de la verola. Al febrer de 1801, es va traslladar a Versalles.
Entre 1809 i 1812 Mesmer va viure retirat a Frauenfeld, Suïssa, on tenia la seva consulta a la casa amb arcades de la Zürcherstrasse 153, anteriorment Casa N°47a Tot i la seva avançada edat, tenia cura gratuïtament de malalts pobres de la rodalia. Mesmer llegà els seus manuscrits a Wolfart que els va traduir a l'alemany des dels originals publicats en francès i els va publicar a partir del 1814.

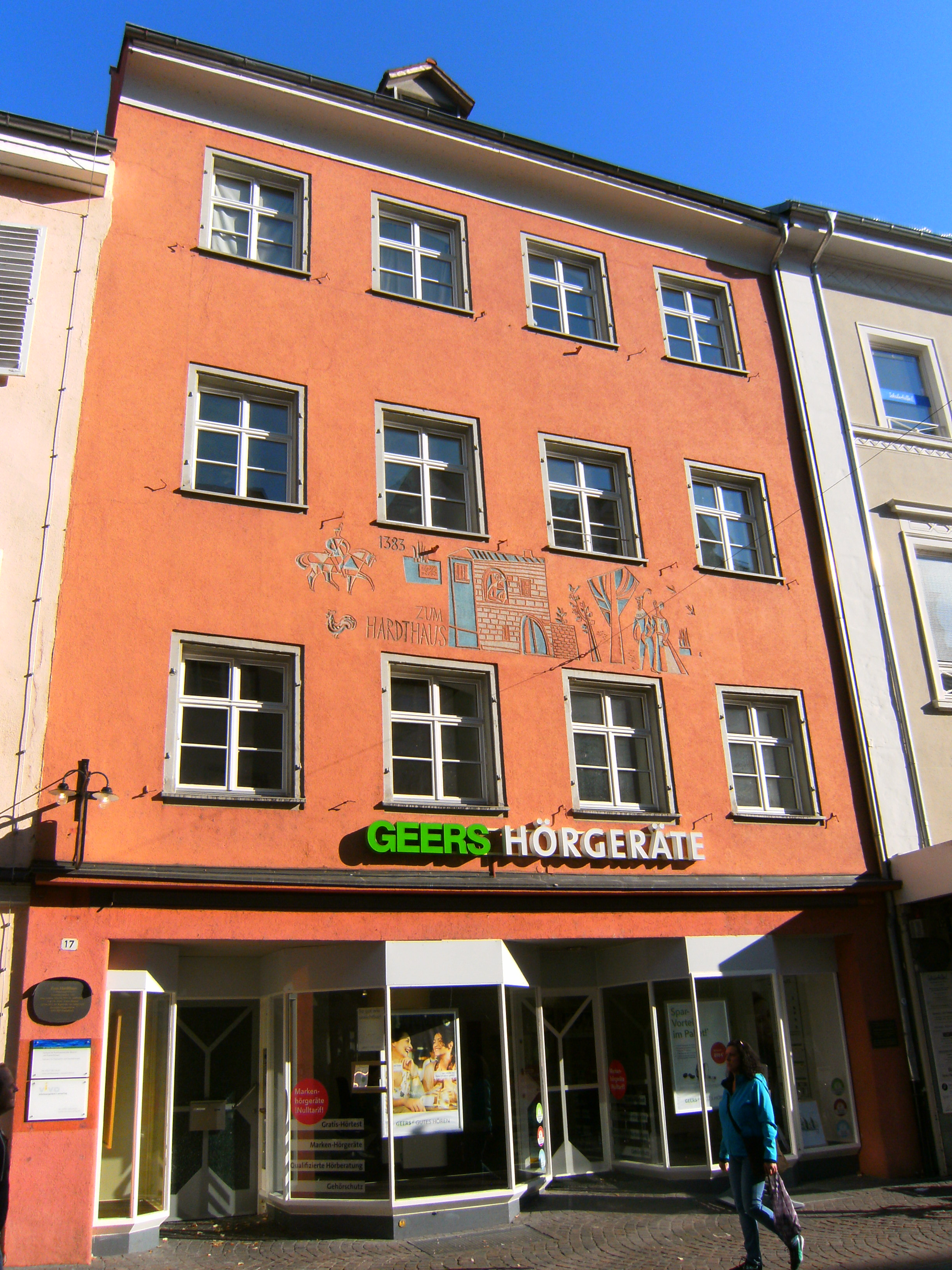
Constança, Hussenstraße 17: Residència de Franz Anton Mesmer del 1812 al 1814

De 1812 a 1814 va viure a Constança a l'edifici Zum Hardthaus situat a la Hussenstraße 17, Anteriorment Haus Nr. 560. La Hardthaus funcionà com a oficina de correus entre 1897 i 1829.
A principis del 1815 va emmalaltir i va morir a Meersburg el 5 de març del 1815 d'un vessament cerebral.
El seu renom en el món anglòfon serà tal que el verb «hipnotitzar» (en sentit propi i figurat) no només es diu to hypnotize en anglès, sinó també to mesmerize. La forma verbal mesmerizing (literalment «mesmeritzant») s'emplea igualment com a adjectiu amb el sentit de fascinant (per qualificar un espectacle, un film, un llibre, etc.).
L'Abat Faria, José Custódio de Faria, un monjo indo-portuguès que residia a París i va ser contemporani de Mesmer, va emfasitzar que "res ve del magnetitzador, tot ve del subjecte i es porta a terme en la seva imaginació és a dir, autosuggestió generada des de dins de la ment".

## Obra
- De planetarum influxu in corpus humanum (Über den Einfluss der Gestirne auf den menschlichen Körper) (1766)
- Sendschreiben an einen auswärtigen Arzt über die Magnetkur (1775)
- Mesmerismus oder System der Wechsel-beziehungen. Theorie und Andwendungen des tierischen Magnetismus (1814).